# Doryctes rotundatus
Doryctes rotundatus är en stekelart som beskrevs av Statz 1938. Doryctes rotundatus ingår i släktet Doryctes och familjen bracksteklar. Inga underarter finns listade i Catalogue of Life.